# Arachniodes sarasiniorum
Arachniodes sarasiniorum är en träjonväxtart som först beskrevs av Christ, och fick sitt nu gällande namn av Nakaike. Arachniodes sarasiniorum ingår i släktet Arachniodes och familjen Dryopteridaceae. Inga underarter finns listade.